# Antsalova
Antsalova es una ciudad en  la provincia de Mahajanga, Madagascar. 
Pertenece al distrito de Antsalova, que es una parte de la Región de Melaky en la provincia de Mahajanga.  La población de la comuna se estimó en aproximadamente 16.000 habitantes en el censo del año 2001.
Antsalova se sirve por el Aeropuerto de Antsalova. Se imparten estudios de primaria y  de nivel secundario en la ciudad.  La ciudad proporciona el acceso a los servicios hospitalarios a sus ciudadanos.
La agricultura y la cría de animales dan empleo al 20% y el 76% de la población activa. El cultivo más importante es el arroz, mientras que otros productos importantes son el maíz y la yuca. Los servicios dan empleo para el 1% de la población. Además, la pesca emplea a un 3% de la población.